# Unnim Caixa
|  | Per al banc del mateix nom, vegeu Unnim. |

Unnim Caixa, anteriorment coneguda com a Unnim, fou una caixa d'estalvis que realitzava les seves operacions financeres a través d'Unnim Banc. Aquesta entitat tenia com a denominació social Caixa d'Estalvis Unió de Caixes de Manlleu, Sabadell i Terrassa, i provenia de la fusió entre Caixa Manlleu, Caixa Sabadell i Caixa Terrassa. Des del 3 de gener de 2013 Unnim Caixa és una fundació de caràcter especial que gestiona l'obra social d'Unnim Banc.
L'any 2011 el Banc d'Espanya va intervindre el 100% del banc d'Unnim i el 7 de març del 2012 es va adjudicar Unnim Banc al Banco Bilbao Vizcaya Argentaria. Segons el BBVA, es pretén seguir contribuint a l'obra social assistencial a través d'Unnim Caixa.
Després de l'absorció definitiva d'Unnim Banc pel BBVA, Unnim Caixa s'ha transformat en fundació especial, amb el nom de Fundació Especial Antigues Caixes Catalanes de Manlleu, Sabadell i Terrassa. La fundació és previst que disposi de tres fundacions territorials circumscrites a la zona de cadascuna de les caixes originàries i continuarà la tasca que les antigues caixes d'estalvis han fet a través de les obres socials durant més de cent cinquanta anys.

## Història
El procés de fusió es va iniciar al juny de l'any 2009, quan amb l'aprovació del Fons de Reestructuració Ordenada Bancària (FROB) es van fer contundents els rumors de possibles fusions entre algunes caixes catalanes. Caixa Terrassa, Caixa Sabadell i Caixa Manlleu van iniciar un procés de fusió, a la qual Caixa Girona s'hi va sumar posteriorment, en comptes d'unir-se a Caixa Catalunya i Caixa Tarragona, com s'havia rumorejat. Finalment, el 9 de març del 2010 el consell d'administració de Caixa Girona va decidir desvincular-se del procés de fusió per tal d'evitar la pèrdua d'identitat i potència econòmica, tot i que finalment fou absorbida per La Caixa.
Un cop es va donar a conèixer aquesta decisió de Caixa Girona, les caixes de Manlleu, Sabadell i Terrassa van continuar endavant amb el projecte, recuperant el model inicial i apostant per mantenir la seva identitat i proximitat al territori.
El 17 de maig de 2010 les Assemblees Generals de les caixes de Manlleu, Sabadell i Terrassa van aprovar, per unanimitat, la fusió de les tres entitats. Amb aquesta votació es feia efectiu l'últim pas del procés d'integració que feia possible el naixement d'Unnim. La nova entitat va iniciar les operacions l'1 de juliol del 2010.
El nom social de la caixa resultant és Caixa d'Estalvis Unió de Caixes de Manlleu, Sabadell i Terrassa, amb domicili social a Barcelona i amb tres subseus a Manlleu, Sabadell i Terrassa.
El dia 28 de gener de 2011, el Consell d'Administració d'Unnim va acordar iniciar els tràmits per constituir una entitat bancària, tal com havia fet la Caixa un dia abans.

### Bancarització
L'1 d'octubre de 2011 va néixer Unnim Banc, com a resultat de la segregació del negoci financer de la caixa d'estalvis cap al nou banc constituït per l'entitat, després que el FROB hi aportés 568 milions d'euros a l'entitat. Durant el mes de novembre del mateix any, el FROB va contractar el banc japonès Nomura per tal que aquest trobés un comprador interessant en Unnim. L'entitat va tancar el tercer trimestre de 2011 amb pèrdues de 107 milions d'euros.
Finalment el 27 de juliol de 2012 Unnim Banc va ser adquirit pel grup BBVA.